# 奈良市立富雄南中学校
奈良市立富雄南中学校（ならしりつ とみおみなみちゅうがっこう）は、奈良県奈良市藤ノ木台一丁目にある公立中学校。略称は「富南中」もしくは単に「富南」。

## 概要
奈良市立富雄南小学校、奈良市立三碓小学校の大部分の児童、奈良市立あやめ池小学校の一部の児童が進学する。
奈良市で14番目に開校された中学校である。本校は私服での通学が認められている。

## 部活動

### 運動部
- ソフトテニス部
- 卓球部
- バスケットボール部（男女）
- 野球部
- サッカー部
- バドミントン部（女子）
- 陸上部
- 剣道部

### 文化部
- 吹奏楽部
- ギターマンドリン部
- 美術部

## アクセス
- 近鉄奈良線学園前駅からバスに乗り藤の木台一丁目で下車徒歩約8分

## 通学区域が隣接している学校
- 奈良市立富雄第三中学校
- 奈良市立富雄中学校
- 奈良市立二名中学校
- 奈良市立登美ヶ丘中学校
- 奈良市立伏見中学校
- 奈良市立京西中学校
- 大和郡山市立郡山中学校
- 大和郡山市立郡山西中学校